# Dan Irimiciuc
Dan Irimiciuc (né le 9 mai 1949) est un escrimeur roumain. Il a participé aux Jeux olympiques d'été de 1976. Lors de ceux-ci, il a remporté la médaille de bronze dans l'épreuve du sabre par équipe avec ses compatriotes Ioan Pop, Marin Mustață, Cornel Marin et Alexandru Nilca.

## Palmarès

### Jeux olympiques
- Jeux olympiques
  -  Médaille de bronze par équipes aux Jeux olympiques de 1976 à Montréal
- Championnats du monde
  -  Médaille d'argent par équipes aux Championnats du monde de 1974 à Grenoble
  -  Médaille d'argent par équipes aux Championnats du monde de 1977 à Buenos Aires
  -  Médaille de bronze par équipes aux Championnats du monde de 1975 à Budapest
- Championnats de Roumanie
  -  Médaille d'or aux Championnats de Roumanie de 1971 (épée et sabre)